# Borghesia (album)
Borghesia je debitantski studijski album slovenske elektronske skupine Borghesia, ki je izšel maja 1983 pri založbi Galerija ŠKUC izdaja, založbi Galerije ŠKUC. Izdan je bil v nakladi 100 izvodov, nakar je bil septembra istega leta ponatisnjen v novih 100 izvodih.
Pesmi "Pokušaj" in "Divlja horda" sta leto kasneje izšla na kompilaciji alternativne glasbe 84-48.

## Seznam pesmi
Vse pesmi je napisala skupina Borghesia, razen kjer je to navedeno.
| Stran A | Stran A       | Stran A |
| Št.     | Naslov        | Dolžina |
| ------- | ------------- | ------- |
| 1.      | „Pokušaj‟     | 4:17    |
| 2.      | „Brisk Vomit‟ | 2:20    |
| 3.      | „A.R.‟        | 4:34    |
| 4.      | „Tako mladi‟  | 4:58    |
| 5.      | „Hoću‟        | ???     |

| Stran B | Stran B                                       | Stran B |
| Št.     | Naslov                                        | Dolžina |
| ------- | --------------------------------------------- | ------- |
| 1.      | „Previše tenzije‟                             | 3:41    |
| 2.      | „Divlja horda‟                                | 2:56    |
| 3.      | „Kdo je ugasnil luč‟                          | 4:46    |
| 4.      | „When the Revolution Comes‟ (Omar Ben Hassen) | ???     |

## Zasedba
Borghesia
- Aldo Ivančić — bobni, programiranje
- Dario Seraval — vokal, programiranje
- Borut Kržišnik — kitara